# ヨシ・マティアス
ヨシ・マティアス（Yossi Matias、1958年 - ）は、イスラエルのコンピュータ科学者、起業家、Googleのエグゼクティブである。 

## 来歴
マティアスは、Googleのエンジニアリング担当副社長で、検索、研究、クライシスレスポンスの分野での取り組みを主導しています。  また、イスラエルにあるGoogleのR&Dセンターの代表も務めています。彼はGödel賞を受賞し 、ビッグデータの分析とストリーミングアルゴリズムの分野での貢献によりACM Fellowとなっています。 
マティアスはイスラエルにGoogleの研究開発センターを設立しました  。 Google Trends、Google Insights for Search、Google Suggest、Google Visualization API、IoT用エフェメラルID  、Google DuplexなどのGoogle製品の開発を主導しました。 彼は、ヤド・ヴァシェムホロコースト記念博物館のアーカイブ、 死海文書、ネルソン・マンデラアーカイブなどの文化遺産をオンライン化するプロジェクトを立ち上げ、これは後に、Googleアートプロジェクトと共に、Google Cultural Institute  のとなりました。 また、彼はクライシスレスポンスプロジェクトを率いています 。 
マティアスは、Googleのテルアビブオフィスの創立者であり、現在エグゼクティブリードを務めています 。テルアビブオフィスは技術革新を促進するテクノロジーハブであり、オフィスからは、Campus for Moms、LaunchPad（後に、Launchpad Accelerator）、人工知能と機械学習にフォーカスしたLaunchPad Studioなど、起業家精神を促進する数々のプログラムが生まれています。 
マティアスは、 テルアビブ大学のコンピュータサイエンス学部の教授でもあり、それ以前は、ベル研究所の研究者、 スタンフォード大学の客員教授でした。  彼は、データ分析、大量のデータ処理のアルゴリズム、データストリームと要約、並列アルゴリズムとシステム、データ圧縮、データと情報管理システム、セキュリティとプライバシー、ビデオ処理、そしてインターネット技術の分野で多くの論文を発表しています。また、約45の特許の発明者でもあります。 